# Wolfgang Glüxam
Wolfgang Glüxam (Melk, 17 november 1958 – Wenen, 29 juli 2020) was een Oostenrijks organist en clavecinist.

## Levensloop
Glüxam studeerde orgel aan de Muziekhogeschool van Wenen bij Alfred Mitterhofer en klavecimbel bij Ton Koopman aan het Sweelinck Conservatorium in Amsterdam. In 1979 won hij de Vierde prijs in het internationaal orgelconcours, gehouden in Brugge in het kader van het Festival Musica Antiqua. In 1980 was hij laureaat in de internationale orgelwedstrijd van Nijmegen. Vanaf 1985 was Glüxam docent klavecimbel aan de Muziekuniversiteit van Wenen.
Als solist of samen met zijn muzikale partners (Patrick Ayrton, Erich Höbarth, Hiro Kurosaki, Pierre Pitzl, Helge Stiegler) gaf hij talrijke concerten in Europa, Latijns-Amerika en Japan. De Oostenrijkse radio heeft van hem verschillende opnamen, waaronder de 'Sonates à quatre mains' van Mozart, samen met Patrick Ayrton.
Hij overleed in 2020 op 61-jarige leeftijd.

## Discografie
- Reeds gepubliceerde opnamen